# Petre Popeangă
Petre Popeangă (ur. 19 maja 1944 w Lelești w okręgu Gorj) – rumuński polityk, ekonomista, urzędnik i wykładowca akademicki, były poseł, w 2007 deputowany do Parlamentu Europejskiego.

## Życiorys
Absolwent Akademii Studiów Ekonomicznych w Bukareszcie, uzyskał następnie doktorat z ekonomii. Zajął się pracą akademicką, dochodząc do stanowiska profesora. Był analitykiem w Ministerstwie Handlu Zagranicznego, pracownikiem komitetu planowania, zastępcą dyrektora generalnego ministerstwa finansów. Później zatrudniony w krajowym trybunale obrachunkowym, gdzie został wiceprzewodniczącym.
W 1992 zaangażował się w działalność Partii Wielkiej Rumunii, w 2005 wybrano go na jej wiceprzewodniczącego. W latach 2004–2008 z ramienia zasiadał w Izbie Deputowanych.
Po przystąpieniu Rumunii do Unii Europejskiej 1 stycznia 2007 objął mandat eurodeputowanego jako przedstawiciel PRM w delegacji krajowej. Był posłem niezrzeszonym oraz członkiem Komisji Budżetowej. Z PE odszedł 9 grudnia 2007, kiedy to w Europarlamencie zasiedli deputowani wybrani w wyborach powszechnych.